# Vicino alla fine
Vicino alla fine (A Midnight Clear), conosciuto anche come Schiarita di mezzanotte, è un film del 1992 diretto da Keith Gordon.

## Trama
Ardenne, 1944; durante la seconda guerra mondiale, nell'imminenza della controffensiva tedesca nel Belgio, una squadra di sei soldati americani staziona in un luogo avanzato a scopo di ricognizione ed informazione. Una omologa squadra tedesca che si trova nelle vicinanze svolge lo stesso compito ma, visto che i componenti sono stanchi della guerra, intende consegnarsi agli americani, lanciando loro alcuni segnali, tra i quali quello di due cadaveri congelati uno di fronte all'altro con opposte divise e, dopo le iniziali incomprensioni dovute alla lingua, i due gruppi decidono di simulare uno scontro a fuoco per giustificare la cattura della squadra tedesca ma Vance, uno dei soldati americani soggetto ad esaurimento nervoso, perde la testa.